# 嘉禾県
嘉禾県（かか-けん）は中華人民共和国湖南省郴州市に位置する県。

## 行政区画
- 鎮：珠泉鎮、塘村鎮、袁家鎮、行廊鎮、竜潭鎮、石橋鎮、坦坪鎮、広発鎮、晋屏鎮
- 郷：普満郷